# Retrospective
Retrospective – polski zespół muzyczny, prezentujący szeroko rozumiany rock progresywny. Założony w 2005 roku w Lesznie w Wielkopolsce. Początkowo funkcjonujący pod nazwą Hollow, w roku 2007 oficjalnie zmienił nazwę na Retrospective.

## Historia
Zespół Retrospective powstał w 2005 roku z inicjatywy Roberta Kusika (perkusja) oraz Macieja Klimka (gitara), początkowo funkcjonując pod nazwą Hollow. W roku 2006 skład zasiliło 4 muzyków: Alan Szczepaniak (gitara), Łukasz Marszałek (gitara basowa), Beata Łagoda (klawisze) oraz Jakub Roszak (wokal). W pełnym składzie zespół zaczął prace nad demem, które ukazało się jeszcze w tym samym roku.
Rok 2007 przyniósł wiele zmian, po raz pierwszy oficjalnie pojawiła się nazwa Retrospective, 
związana z ukazaniem się EP Spectrum Of The Green Morning. Płyta ta otworzyła drogę do szerszego grona odbiorców, pojawiając się chociażby na antenie radiowej Trójki. Po raz pierwszy również pojawiło się zainteresowanie ze strony zagranicznych mediów. Pozytywne recenzje Spectrum Of The Green Morning pojawiły się w takich krajach jak: Niemcy, Holandia, Francja, USA, Szwajcaria i innych. Rosnące zainteresowanie muzyką zespołu przełożyło się na podpisanie umowy z wydawnictwem Lynx Music.
Jesienią 2008 roku na rynku pojawiła się pierwsza długogrająca płyta Retrospective, Stolen Thoughts. Po jej wydaniu zespół zagrał na początku 2009 roku kilka koncertów w całej Polsce. W następnych latach zespół występował sporadycznie, nastąpiła również rotacja w składzie. Wokalista Jakub Roszak opuścił zespół z powodów prywatnych. Pozostali muzycy zdecydowali się na odważny krok i przyjęli wokalistkę - Annę Spławską. Razem zdążyli jednak zagrać tylko jeden koncert po czym Anna opuściła zespół. Jako powód podane zostały różnice zdań, a do zespołu powrócił pierwszy wokalista.
Na początku 2012 roku zespół rozpoczął prace nad kolejnym albumem. Jesienią 2012 muzycy podpisali umowę z niemieckim wydawcą Progressive Promotion Records, a także wystąpili na festiwalu Sophiscapes - jako jeden z finalistów wyłonionych w internetowym głosowaniu. 19 listopada 2012 roku wydany zostaje album "Lost In Perception".

## Koncerty
Ważniejsze występy:
- 01.10.2011 - 5th ANNIVERSARY OF PROGRESSIVE PROMOTION w Rüsselsheim am Main w Niemczech
- 13.03.2010 - Miejski Ośrodek Kultury, Krobia – koncert samodzielny
- 20.02.2010 - Centrum Kultury MUZA, Lubin – koncert samodzielny
- 04.11.2009 - Blue Note, Poznań – koncert samodzielny
- 19.09.2009 - Finał INTER Festiwal 2009, Leszno – festiwal
- 18.04.2009 - Artus Prog Festival, Toruń – festiwal
- 31.01.2009 - Dom Kultury Oskard, Konin – koncert samodzielny
- 23.01.2009 – Galeria Sztuki Muzeum Okręgowego, Leszno – koncert samodzielny, akustyczny
- 20.01.2009 - Blue Note, Poznań – koncert samodzielny
- 09.01.2009 – Liverpool, Wrocław – koncert w ramach WOŚP
- 27.11.2008 – Radio PIK, Bydgoszcz – koncert samodzielny
- 13.01.2008 - Dom Kultury Kolejarza, Leszno – koncert w ramach WOŚP
- 15.12.2007 - Centrum Kultury i Sztuki, Leszno – Retrospective, Sound Of Soul[12]
- 16.11.2007 - Od Zmierzchu Do Świtu, Wrocław – Retrospective, A Day In June[13]
- 09.11.2007 - Miejski Ośrodek Kultury, Leszno – Dżem, Retrospective
- 22.10.2007 - Klub W-Z, Wrocław – Fish, Retrospective[14]
- 20.10.2007 – Mayday Rock Festiwal, Głogów – festiwal
- 19.07.2007 - KLUB 007.5, Leszno – koncert samodzielny
- 09.12.2006 - U Bazyla, Poznań – koncert samodzielny
- 23.09.2006 – Mayday Rock Festiwal, Głogów – festiwal

## Dyskografia

### Albumy
- 2008: Stolen Thoughts[15]
- 2012: Lost In Perception[16]
- 2017: Re:Search[17]
- 2019: Latent Avidity[18]
- 2022: iNtrovErt[19]

### Pozostałe
- 2006: Hollow - demo
- 2007: Spectrum Of The Green Morning – EP

## Obecny skład
- Jakub Roszak – wokal
- Maciej Klimek – gitara
- Dariusz Kaźmierczak – gitara
- Łukasz Marszałek – gitara basowa
- Beata Łagoda – klawisze
- Robert Kusik – perkusja

## Byli członkowie
Alan Szczepaniak – gitara